# Dougabougou
Dougabougou è un comune rurale del Mali facente parte del circondario di Ségou, nella regione omonima.
Il comune è composto da 7 nuclei abitati:
- Bandougou
- Dongoma
- Dougabougou
- Dougabougoucôrôni
- Niougou
- Sissako
- Témou